# Шелдон Адельсон

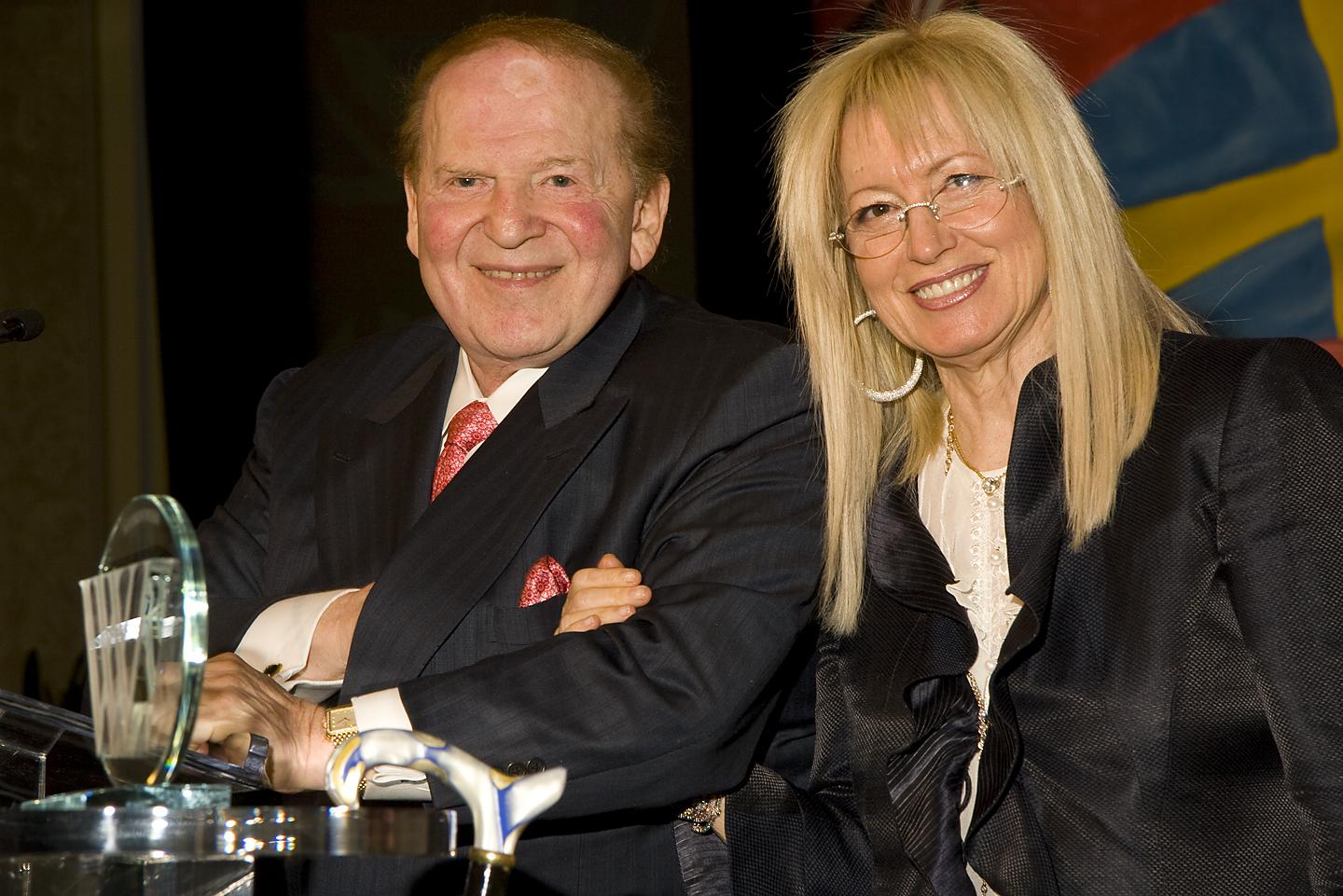
Адельсон та його дружина

Шелдон Адельсон (англ. Sheldon Adelson; 6 серпня 1933 (за іншими даними — 1 серпня 1933 — 11 січня 2021, Малібу) — американський бізнесмен, що входив до списку 20 найбагатших людей світу за версією «Forbes». 2011 його статки оцінювались у 23.3 млрд. $, це був восьмий результат серед жителів США та 16-й у світі. Станом на 2021 рік, статки Адельсона оцінювалися в 33 млрд $.
Адельсон інвестував гроші в казино та готельний бізнес, був власником компанії Las Vegas Sands.

## Життєпис
Шелдон народився у єврейській сім'ї в передмісті Бостона. Батьки: Сара (приїхала з України) та Артур (приїхав з Литви) Адельсон.
Перші гроші Шелдон заробив у 12 років, продаючи газети. Пізніше він працював іпотечним брокером, інвестиційним експертом і фінансовим консультантом, а також створив понад 50 компаній. Найвідоміше творіння Адельсона — щорічна виставка комп'ютерної індустрії COMDEX. Виставка вперше відбулась у 1979. Вона швидко набула популярності.
1988 Адельсон та його партнери викупили The Sands Hotel & Casino в Лас-Вегасі, де часто бував Френк Синатра. Наступного року Адельсон і партнери збудувати новий виставковий центр The Sands Expo Convention Center.
1995 року COMDEX було продано японській компанії SoftBank Corporation за 862 млн доларів. З цієї суми понад 500 мільйонів одержав Адельсон.
2004 Адельсон вклав 265 млн $ у будівництво казино у Макао. Це казино було багато в чому схоже на казино Лас-Вегасу. Вже за рік Шелдон повернув свої інвестиції у вигляді прибутку.
2007 року заснував благодійний фонд на підтримку Ізраїлю та євреїв.
Помер в Малібу, США у віці 87 років від ускладнень після лікування онкології.

## Сім'я
1988 року Адельсон розлучився з першою дружиною. 1991 — одружився з Міріам Осшорн, котра займається дослідженнями в галузі боротьби з наркоманією.

## Благодійність
- 2006 — пожертвував 25 млн $ музею Голокосту.
- 2006 — вніс 25 млн доларів в фонд Birthright Israel. Фонд спонсорує поїздки в Ізраїль єврейської молоді з усього світу. Після цього він ще кілька разів допомагав фонду фінансово, згодом сума допомоги сягнула 100 млн.
- 2007 — створено центр медичних досліджень в Тель-Авівському університеті.
- 12 січня 2007 — заснував благодійний фонд Шелдона Адельсона.